# Bunkai
Bunkai – w  niektórych (głównie japońskich) sztukach walki - interpretacja technik zawartych w kata z realnie atakującym przeciwnikiem. Czyli ćwiczenie fragmentów kata parami z atakami i blokami. Jest to bardziej zaawansowana forma interpretacji kata.
Zazwyczaj walka przebiega na jeden krok - jiyu ippon kumite. Dany ruch z kata może być interpretowany na wiele sposobów, w zależności od sytuacji w jakiej znajduje się broniący. Bazowy sposób interpretacji kata zależy od trenera.
Wstępnymi etapami nauki bunkai są: kata kumi waza - interpretacja kata z atakującymi przeciwnikami oraz bunkai oyo - ściśle określony układ ataku i obrony na bazie technik zawartych w kata.